# テムデル (スニト部)
テムデル・ノヤン(モンゴル語: Temüder,? - ？)とは、13世紀初頭にチンギス・カンに仕えたスニト部出身の千人隊長の一人。大元ウルスのブヤント・カアン(仁宗)、ゲゲーン・カアン(英宗)の治世に活躍したテムデルは同名の別人。
『元朝秘史』などの漢文史料では帖木迭児(tièmùdiéér)、『集史』などのペルシア語史料ではتامودار(tāmūdār)と記される。

## 概要
『集史』などの記述によると、テムデルはスニト部族の出身で、左翼20番目の千人隊長に任ぜられていたという。しかし、『集史』にはチンギス・カンに仕えた経緯や軍功など、その事蹟についてはほとんど記録されていない。
一方、『元朝秘史』には第2代皇帝オゴデイが即位した後に任命された、新たなケシクテイ(親衛隊)のトルカウト(侍衛)長官としてテムデル(帖木迭児)の名前が挙げられている。同時期に千人隊長からケシクテイ長官に抜擢された人物にはカダアン・ダルドルカンやイェスン・テエらがおり、彼等がケシクテイに選抜されたのはオゴデイの末弟トゥルイと縁の深いチンギス・カンの時代のケシクテイを一新するためと考えられている。

## 子孫
『集史』「スニト部族志」によると、テムデルにはムバーラクという息子がおり、第4代皇帝モンケにコルチとして仕えていた。ムバーラクとはアラビア語で「吉祥」の意であるが、ムバーラクには軟弱、無気力な所があったためこのような名前がつけられたという。ムバーラクの事蹟も父テムデル同様ほとんど知られていないが、アムカチンとブクダイ・アクタチという子孫がいたことが記録されている。
テムデルにはスニタイ・ノヤンという息子もおり、こちらはフレグの西征に随行してイラン方面に移住した。スニタイはフレグの長子アバカにも仕え、1270年にチャガタイ家のバラクとの間で行われたカラ・スゥ平原の戦いでは全軍を叱咤激励し勝利に貢献した。スニタイの子孫はこれ以降もフレグ・ウルスの重臣として活躍している。